# Сент-Амбруаз (станция метро)
Сент-Амбруаз (фр. Saint-Ambroise) — станция линии 9 Парижского метрополитена, расположенная в XI округе Парижа. Названа по рю Сент-Амбруаз и одноимённой церкви, освящённой в честь раннехристианского святого Амвросия Медиоланского.

## История
- Станция открыта 10 декабря 1933 года в составе пускового участка Ришельё — Друо — Порт де Монтрёй линии 9.
- Пассажиропоток по станции по входу в 2011 году, по данным RATP, составил 2 758 716 человек[2]. В 2012 году этот показатель вырос до 2 784 381 человек[3], а в 2013 году незначительно снизился и составил 2 780 473 пассажиров (196 место по уровню входного пассажиропотока в Парижском метро)[4]

## Галерея

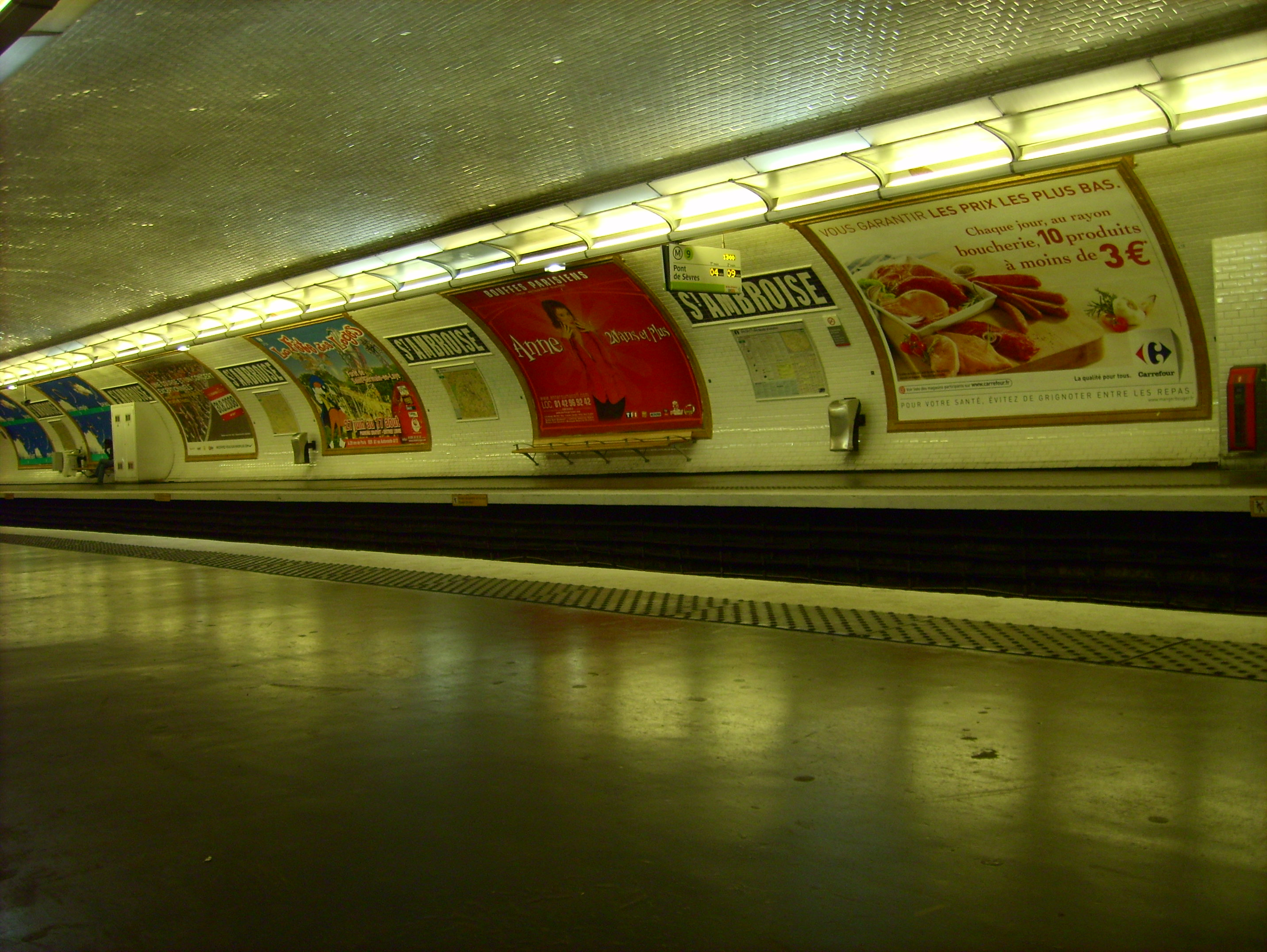
Вид на станцию в ином освещении